# Glória Maria
Pour les articles homonymes, voir Maria.
Glória Matta Maria da Silva, née le 15 août 1949 à Rio de Janeiro (Brésil) et morte le 2 février 2023 dans la même ville, est une journaliste et présentatrice de télévision brésilienne.
Considérée comme l'un des plus grands symboles du journalisme brésilien et comme la première reporter noire à se faire remarquer sur une grande chaîne de télévision, elle a été la première journaliste au Brésil à apparaître dans une émission en couleur en direct.

## Biographie
Glória Maria est née dans le quartier de Vila Isabel à Rio de Janeiro. Sa mère, Edna Alves Matta, est femme au foyer. Son père, Cosme Braga da Silva, est tailleur. Elle étudie l'anglais, le français et le latin dans les écoles publiques qu'elle fréquente. 
Diplômée en journalisme à l'Université pontificale catholique de Rio de Janeiro (PUC-RJ), Glória Maria commence à travailler à la télévision dans les années 1970, durant la dictature militaire. Elle est d'abord embauchée comme opératrice téléphonique à Embratel avant de rejoindre TV Globo en 1971. 
Durant sa carrière, elle présente plusieurs programmes de TV Globo, comme Jornal Hoje, Jornal Nacional et Fantástico,. En 1977, elle est ainsi la première journaliste à apparaître dans une émission en couleur en direct sur Jornal Nacional, le journal télévisé du soir de TV Globo. Elle est également considérée comme étant la première reporter noire à se faire remarquer sur une grande chaîne de télévision. En 1986, elle rejoint l'équipe de Fantástico, un magazine d'information dominical brésilien, et anime l'émission entre 1998 et 2007. Au cours de cette période, elle voyage dans plus d'une centaine de pays. Elle réalise notamment des interviews de célébrités internationales comme Michael Jackson et Madonna, et couvre des événements sportifs mondiaux tels que les Jeux Olympiques d'Atlanta en 1996 et la Coupe du monde de football de 1998 en France. Elle couvre également la guerre des Malouines en 1982 et l'invasion de l'ambassade du Brésil au Pérou par un groupe terroriste en 1996. 
Dès janvier 2010 et jusqu'à son décès en 2023, elle est reporter spéciale de Globo Repórter. Ce programme produit des récits de voyage. Elle l'anime aux côtés de Sérgio Chapelin puis Sandra Annenberg.
En 2008, elle est honorée par le conseil municipal de Rio de Janeiro avec la médaille Chiquinha Gonzaga. Elle reçoit le trophée de la presse féminine du Brésil en 2013.
Glória Maria est mère de deux enfants qu'elle a adoptés : les sœurs Maria et Laura. La journaliste décide de les adopter après les avoir rencontrées lors de visites à l’Organisation d’aide fraternelle (OAF) dans le quartier de Caixa d’Água, à Salvador. Maria et Laura n'ont respectivement que 15 et 14 ans lorsque leur mère, atteinte d'un cancer des poumons depuis 2019, décède. Agée de 73 ans, Glória Maria succombe à son cancer le 2 février 2023 à l'hôpital Copa Star de Rio de Janeiro. 